# Гешам Якан
Гешам Якан Закі (араб. هشام يكن нар. 10 серпня 1962, Єгипет) — єгипетський футболіст, захисник.

## Клубна кар'єра
Протягом усієї футбольної кар'єри Якан виступав за каїрський клуб «Замалек». У 1982 році дебютував у Прем'єр-лізі Єгипту, а з часом став його основним гравцем. У 1984 році вперше виграв чемпіонат Єгипту. Того ж року виграв з «Замалеком» Лігу чемпіонів КАФ (2:0 та 1:0 у фіналі з «Шутінг Старз»), а в 1986 році виграв його вдруге (2:0, 0:2 дод. час 4:2 у фіналі з «Африка Спорт Насіональ»). Протягом кар'єри тричі ставав чемпіоном країни в 1988, 1992 та 1993 роках та виграв Кубок Єгипту в 1988 році. У 1988 році виграв Афро-азійський кубок. У 1994 році втретє виграв Лігу чемпіонів (0:0, 0:0 пен. 7:6 у фінальних матчах з «Асанте Котоко»). Наступного року вирав Суперкубок Африки. Футбольну кар'єру завершив 1995 року у віці 33 роки.

## Кар'єра в збірній
У футболці національної збірної Єгипту дебютував 1988 року. У 1990 році головний тренер єгипетської збірної Махмуд Ель-Гохарі викликав Рабі для участі в чемпіонаті світу 1990 року в Італії. На цьому турнірі був основним гравцем та зіграв 3 матчі групового етапу: з Нідерландами (1:1), з Ірландією (0:0) та з Англією (0:1). Також брав участь на Кубку африканських націй 1992 року. З 1984 по 1993 рік зіграв 64 матчі у футболці національної збірної Єгипту.

## Досягнення

### Як гравця

#### Клубні
- Прем'єр-ліга Єгипту
  -  Чемпіон (4): 1983/84, 1987/88, 1991/92, 1992/93

- Кубок Єгипту
  -  Володар (1): 1987/88

- Ліга чемпіонів КАФ
  -  Чемпіон (3): 1984, 1986, 1993

- Суперкубок КАФ
  -  Володар (1): 1994

#### Збірна
«Єгипет»
- Кубок арабських націй
  -  Чемпіон (1): 1992

#### Як тренера
«Замалек»
- Прем'єр-ліга Єгипту
  -  Чемпіон (1): 2003/04

- Клубний чемпіонат арабських країн
  -  Чемпіон (1): 2003

- Саудівсько-Єгипетський кубок
  -  Чемпіон (1): 2003